# スプリングカップ (岩手競馬)
スプリングカップは岩手県競馬組合が施行する地方競馬の重賞競走である。正式名称は「岩手日報杯 スプリングカップ」。岩手日報社が優勝杯を提供している。

## 概要
1975年水沢競馬場のダート1420mで施行される4歳（旧表記）限定の特別競走として創設。幾度かの距離変更や盛岡競馬場で開催されていた時期があったが1997年から水沢のダート1600mで施行されている。
2013年から重賞に格上げされ、2018年から準重賞に降格するが2020年から再び重賞に格上げされた。
2025年は3月上旬に施行時期が移り、距離が1400mに短縮され、ネクストスター北日本トライアルとなる。

### 条件・賞金等（2025年）
出走条件
サラブレッド系3歳、岩手所属。
負担重量
定量（56kg、牝馬2kg減）
賞金等
賞金額は、1着400万円、2着140万円、3着80万円、4着52万円、5着28万円、着外手当は4万円
優先出走権付与
1着 - 3着馬にはネクストスター北日本の優先出走権が付与される。
副賞
岩手日報社賞、奥州市長賞、開催執務委員長賞。

## 歴史
- 2011年 - 東日本大震災の影響による開催中止のため施行なし。
- 2013年
  - 特別競走として施行されていたスプリングカップが重賞に格上げ。
  - レース名が「岩手日報杯スプリングカップ」となる。
- 2015年 - レース名が「蹄声会会長杯 スプリングカップ」に変更。
- 2016年
  - レース名が「岩手日報杯スプリングカップ」に戻される。
  - 岩手競馬の重賞格付け制度が始まりM3に格付けされる。
  - 村上忍が騎手として重賞昇格後初の連覇。
- 2017年 - レース名が「胆江日日新聞杯 スプリングカップ」に変更。
- 2018年 - 準重賞に降格。
- 2019年 - レース名が「岩手日報杯 スプリングカップ」に変更。
- 2020年 - 重賞に再格上げ。グレードはM2へ昇格。
- 2025年 - 施行距離をダート1400mに変更[2]。

### 歴代優勝馬
重賞に昇格した2013年以降（2018年と2019年は準重賞）
| 回数   | 施行日        | 距離    | 優勝馬             | 性齢 | 所属 | タイム | 優勝騎手 | 管理調教師 | 馬主                    |
| ------ | ------------- | ------- | ------------------ | ---- | ---- | ------ | -------- | ---------- | ----------------------- |
| 第38回 | 2013年4月6日  | ダ1600m | ロックハンドパワー | 牡3  | 水沢 | 1:45.1 | 村上忍   | 菅原勲     | 千葉浩                  |
| 第39回 | 2014年4月5日  | ダ1600m | シグラップロード   | 牡3  | 水沢 | 1:42.2 | 山本聡哉 | 板垣吉則   | 杉浦和也                |
| 第40回 | 2015年4月5日  | ダ1600m | シークロム         | 牡3  | 水沢 | 1:40.6 | 村上忍   | 千葉幸喜   | 大久保和夫              |
| 第41回 | 2016年4月2日  | ダ1600m | エンパイアペガサス | 牡3  | 水沢 | 1:46.5 | 村上忍   | 佐藤祐司   | 佐藤信広                |
| 第42回 | 2017年4月1日  | ダ1600m | サンエイリシャール | 牡3  | 水沢 | 1:45.3 | 山本聡哉 | 瀬戸幸一   | 鈴木雅俊                |
| 第43回 | 2018年4月15日 | ダ1600m | グランフェルメール | 牡3  | 盛岡 | 1:43.3 | 齋藤雄一 | 櫻田康二   | k's International（同） |
| 第44回 | 2019年4月6日  | ダ1600m | パンプキンズ       | 牡3  | 水沢 | 1:43.6 | 菅原俊吏 | 伊藤和忍   | 山中元夫                |
| 第45回 | 2020年4月5日  | ダ1600m | フレッチャビアンカ | 牡3  | 水沢 | 1:44.3 | 村上忍   | 千葉幸喜   | 大久保和夫              |
| 第46回 | 2021年4月4日  | ダ1600m | リュウノシンゲン   | 牡3  | 水沢 | 1:42.6 | 坂口裕一 | 菅原勲     | 蓑島竜一                |
| 第47回 | 2022年4月3日  | ダ1600m | クロールキック     | 牡3  | 水沢 | 1:43.6 | 山本聡哉 | 千葉幸喜   | 佐野幸一郎              |
| 第48回 | 2023年4月2日  | ダ1600m | ミニアチュール     | 牝3  | 水沢 | 1:43.4 | 山本聡哉 | 佐藤祐司   | 平賀敏男                |
| 第49回 | 2024年4月7日  | ダ1600m | フジユージーン     | 牡3  | 水沢 | 1:41.7 | 村上忍   | 瀬戸幸一   | （有）富士ファーム      |
| 第50回 | 2025年3月9日  | ダ1400m | ポマイカイ         | 牡3  | 水沢 | 1:29.6 | 高松亮   | 菅原勲     | 高橋文枝                |

#### 各回競走結果の出典
- スプリングカップ  歴代優勝馬 - 地方競馬全国協会
- JBISサーチ
  - 2013年、2014年、2015年、2016年、2017年、2018年、2019年、2020年、2021年、2022年、2023年、2024年、2025年